# Ochodaeus holzschubi
Ochodaeus holzschubi là một loài bọ cánh cứng trong họ Ochodaeidae. Loài này được Petrovitz miêu tả khoa học đầu tiên năm 1971.